# Alto Estanqueiro - Jardia
Alto Estanqueiro - Jardia is een plaats (freguesia) in de Portugese gemeente Montijo en telt 2722 inwoners (2001).